# Камерный театр (Вологда)
Ка́мерный Драмати́ческий теа́тр (КДТ), город Во́логда — негосударственный некоммерческий коллектив, независимый театр, созданный группой профессиональных актёров в 1999 году.

## О театре

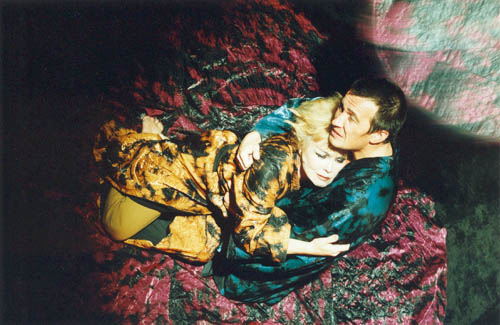
Сцена из спектакля
«Женщина в песках»

В 1999 году трое театральных профессионалов (Яков Рубин, Ирина Джапакова, Всеволод Чубенко), покинув государственный театр, решились на создание нового, независимого театрального организма. Два года новый театр работал на разных арендуемых площадках. За это время появились первые спектакли — «Стеклянный зверинец» Т. Уильямса, «Женщина в песках» по роману Кобо Абэ, «Отче наш…» по прозе В. Шаламова, «Мастер» по сказам П. Бажова и «Священные чудовища» Ж. Кокто.
Театр-дом возник, когда труппе позволили репетировать и играть спектакли в закрытом на долгосрочный ремонт старинном здании, расположенном в центре города. Актёры сами подготовили для работы зал-трансформер и стали в нём играть спектакли, одновременно репетируя новые проекты — «Небо в алмазах», «Кыся», «Дзю-сан-го».

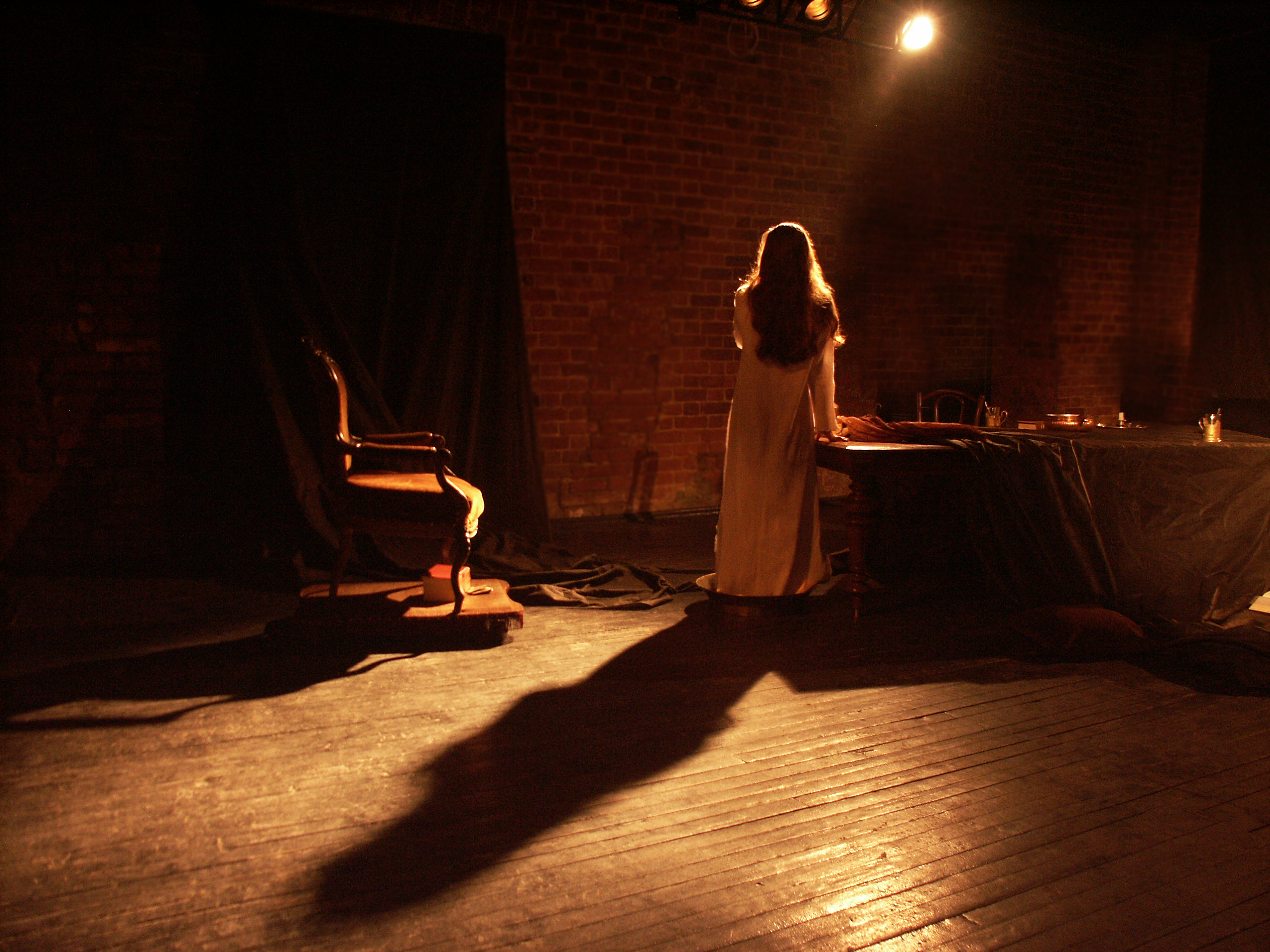
Сцена из спектакля
«Дядюшкин сон»

 В 2002 году к основному составу театра (Ирина Джапакова, Всеволод Чубенко, Яна Лихотина) присоединились молодые артисты: Екатерина Иванченко, Ольга Федотовская, Александр Соколов, Константин Лапин. Велась студийная работа — профессионалы передавали свой опыт начинающим. Вскоре молодые актёры поступили в Ярославский государственный театральный институт, одновременно работая в театре над новыми спектаклями.
В 2005 году театр выселили из заброшенного здания. Это спровоцировало трудную ситуацию — часть студийцев ушла, что привело к потере нескольких спектаклей. Театру пришлось вернуться в режим «бродячей труппы», вынуждая зрителей искать спектакли в разных концах города и на самых неожиданных площадках, а репетиции новых проходили в разных помещениях или на дому у режиссёра.
|  |  |

Театр вёл активную гастрольную и фестивальную деятельность. География поездок обширна — Москва, Петербург, Пермь, Петрозаводск, Краснодар, Геленджик, Мурманск, малые города Вологодской области. А ещё — Париж, Брест, Ганновер, Люксембург, Варшава, Тель-Авив, Франкфурт, Александрия, Тунис.
Через несколько лет кочевой жизни из театра ушли все, за исключением режиссёра Якова Рубина, актрисы Ирины Джапаковой, менеджера Ирины Волковой. Камерный Драматический театр оказался на грани исчезновения. Тем не менее, в это время были выпущены спектакли «Ниоткуда с любовью», «Почему Мадонну всегда рисуют с младенцем?…»
В 2008 году начала складываться новая команда. Был приглашён начинающий актёр Александр Сергеенко. Через год к труппе присоединились Елена Смирнова, потом Вячеслав Федотов. Спектакли проходили попеременно в Доме Актёра имени А. В. Семёнова и арт-кафе Галереи современного искусства «Красный Мост».
В 2010 году после шести лет скитаний КДТ вновь обрёл свой дом. Первый спектакль для зрителей в здании по адресу: Ленина, 5 состоялся 4 января 2012 года.
В 2015 году помещение, переданное театру в аренду на 49 лет, было продано собственником (правительством области) частному застройщику. После нескольких лет борьбы, театр был вынужден покинуть отремонтированное своими силами  помещение.
В 2019 году КДТ переехал в новое место по адресу: Мира, 20 (вход со двора) . На новой площадке были выпущены спектакли: «Альпийская баллада», «С–Нежная королева», «Всечеловеки. Made in Russia», «Лунный блюз для Греты».
Как социально ориентированная некоммерческая организация (НКО), театр проводит благотворительную работу для социально-незащищённых групп населения, а также проекты для молодёжи Вологодской области.

### Спектакли 1999—2010
- 1999 — «Стеклянный зверинец» Т. Уильямса
- 2000 — «Женщина в песках» по мотивам романа К. Абэ
- 2000 — «Мастер» по мотивам сказов П. Бажова
- 2000 — «Дзю сан го» по мотивам произведений В. Пикуля
- 2000 — «Священные чудовища» Ж. Кокто
- 2001 — «Кыся» по мотивам романа В. Кунина
- 2001 — «Отче наш» по прозе В. Шаламова
- 2002 — «Небо в алмазах»
- 2002 — «Равнодушный красавец» Ж. Кокто
- 2003 — «Человеческий голос» Ж. Кокто, Ф. Пуленка
- 2003 — «Дядюшкин сон» Ф. Достоевского
- 2003 — «Барьер» по мотивам повести П. Вежинова
- 2003 — «Мы — осенние листья» по произведениям А. Вертинского
- 2004 — «Завтрак на траве» по пьесе А. Островского «Волки и овцы»
- 2004 — «Пять вечеров» А. Володина
- 2005 — «Сторож» Г. Пинтера
- 2005 — «Мамаша Кураж — forever» по пьесе Б. Брехта
- 2006 — «Кто боится Вирджинии Вульф» Э. Олби
- 2006 — «Осколки Раскольникова» по роману Ф. Достоевского «Преступление и наказание»
- 2007 — «Коллекционер» по одноимённому роману Д. Фаулза
- 2008 — «Ниоткуда с любовью» по стихам М. Цветаевой и песням разных народов
- 2008 — «Почему Мадонну всегда рисуют с младенцем?..» по произведениям А. Володина
- 2009 — «Классика. РУ» по повестям «Белые ночи» Ф. Достоевского и «Воительница» Н. Лескова, а также «Евгению Онегину» А. Пушкина
- 2009 — «Континуум» по произведениям Л. Раевской
- 2009 — «Солдатики любви» по мотивам повести В. Астафьева «Пастух и пастушка»
- 2010 — «Хлопок одной ладони» по мотивам песен Дж. Леннона и восточным притчам
- 2010 — «Отче наш» по прозе В. Шаламова
- 2010 — «Эрос против бизнеса» по пьесам «Предложение» и «Медведь» А. Чехова
- 2010 — «Там же, тогда же» по пьесе Б. Слейда

### Текущий репертуар
- 2011 — «Заповедник» по повести С. Довлатова
- 2011 — «Сказки по телефону» по сказкам Дж. Родари
- 2012 — «Пиковая дама» по повести А. Пушкина
- 2012 — «Пять четвертинок апельсина» по роману Д. Харрис
- 2012 — «У ковчега в восемь» У. Хуба
- 2013 — «Amore. Love. Любовь» по пьесам Э. Де Филиппо «Риск», Б. Шоу «Как он лгал её мужу», А. Вампилова «Дом окнами в поле»
- 2014 — «Была не была!» по песням и воспоминаниям А. Баяновой
- 2014 — «Любка» по рассказу Д. Рубиной
- 2014 — «По поводу мокрого снега» по «Записки из подполья» Ф. Достоевского
- 2014 — «Это я — Эдит Пиаф» Н. Мазур
- 2015 — «Леди Макбет Мценского уезда» по очерку Н. Лескова
- 2015 — «Старик и море» по рассказу Э. Хемингуэя
- 2015 — «Федра» Ж. Расина
- 2015 — «Школа для дураков» по одноимённому роману С. Соколова
- 2016 — «Любовные письма» А. Гурнея
- 2016 — «Малые супружеские преступления» — Э.-Э. Шмитта
- 2016 — «Не всё коту масленица» А. Островского
- 2017 — «Душечка» по рассказу А. Чехова
- 2017 — «Сны о Сонечке» М. Цветаевой
- 2018 — «Полёт над гнездом кукушки» по одноимённому роману К. Кизи
- 2019 — «Альпийская баллада» по повести В. Быкова
- 2019 — «Такие Дела» по роману К. Воннегута «Бойня номер пять, или Крестовый поход детей»
- 2020 — «С-Нежная королева» по сказке Г. Андерсена
- 2020 – «Всечеловеки. Made in Russia» по роману Ф. Достоевского «Братья Карамазовы»
- 2021 — «Дверь в другую комнату» по произведениям Т. Гуэрры
- 2021 — «Звездопад» по повести В. Астафьева
- 2021 — «Легенда об Айболите» по сказке К. Чуковского «Одолеем Бармалея»
- 2021 – «Лунный блюз для Греты» по пьесе Е. Барсовой–Гринёвой

### Актёры театра
- Ирина Джапакова (засл. артистка РФ, Лауреат государственной премии РСФСР им. Станиславского)
- Анна Карпунова
- Александр Сергеенко
- Максим Слепченков
- Кристина Слепченкова
- Елена Смирнова

### Художественный руководитель театра
- Яков Рубин

## Награды спектаклям
«В прекрасном и яростном мире»
- Приз жюри «За лучший спектакль» (гран-при) Международного театрального фестиваля «У Троицы» 2019, Сергиев Посад
- Лауреат Международного фестиваля-лаборатория спектаклей малых форм «CHELoBEK ТЕАТРА» 2020, Челябинск
- Лауреат онлайн фестиваля «Окна» 2020, Новокузнецк
- Лауреат фестиваля «Диалоги» 2020, Москва
- Приз жюри «За лучшую режиссуру» Международного театрального фестиваля «Островскийfest» 2020, Кинешма[источник не указан 1741 день]

«Леди Макбет Мценского уезда»
- Приз жюри «За лучший спектакль» XXII международного театрального фестиваля «Русская классика» 2017, Лобня[5]
- Лауреат международного фестиваля «МолдФест.Рампа.ru» Молдова, Кишинёв
- Приз зрительского жюри «За лучшую женскую роль» XXII международного театрального фестиваля «Русская классика» 2017, Лобня[5]

«Это я — Эдит Пиаф»
- Гран-при Международного театрального фестиваля «Albamono» 2016 г., Албания, Корча
- Лауреат Международного фестиваля «АрмМоно» 2017 , Армения, Ереван
- Лауреат Международного фестиваля «Импульс» 2018, Киргизстан, Бишкек
- Лауреат Международного фестиваля-лаборатории спектаклей малых форм «CHELoBEK ТЕАТРА» Челябинск[источник не указан 1741 день]

«Опять об Пушкина»
- Приз за лучшую режиссуру Международного театрального фестиваля «Московская обочина», 2018, Москва[источник не указан 1741 день]
- Лауреат Международного фестиваля-лаборатории спектаклей малых форм «CHELoBEK ТЕАТРА» Челябинск

«Заповедник»
- Приз за лучшую режиссуру Международного театрального фестиваля «Московская обочина», 2015, Москва

«Классика. РУ»
- Приз жюри «За лучший дебют» XIV международного театрального фестиваля «Русская классика» 2009, Лобня[6]
- Приз жюри «За лучшую женскую роль» XIII международного театрального фестиваля камерных спектаклей по произведениям Ф. М. Достоевского — 2009, Старая Русса[7]
- Приз жюри «За лучший эксперимент» Международного фестиваля экспериментальных театров «Рождественский парад» 2009, Санкт-Петербург
- Лауреат Международного фестиваля-лаборатория спектаклей малых форм «CHELoBEK ТЕАТРА» 2013, Челябинск[источник не указан 1741 день]

«Континуум»
- Лауреат международного фестиваля женских моноспектаклей «Мария» 2009, Киев[источник не указан 1741 день]

«Солдатики любви»
- Почетный гость «Астафьевских чтений» 2010, Пермь[источник не указан 1741 день]

«Осколки Раскольникова»
- Приз «За лучшую режиссуру», приз «За лучшую мужскую роль», приз «За лучший ансамбль», Фестиваль камерных спектаклей по произведениям Ф. М. Достоевского, Старая Русса

«Дядюшкин сон»
- Приз «За лучшую женскую роль», Фестиваль камерных спектаклей по произведениям Ф. М. Достоевского, Старая Русса

«Небо в алмазах»
- «Фестиваль Актёров Европы» 2007, Македония. Приз жюри «За лучший спектакль»[источник не указан 1741 день]

«Завтрак на траве»
- Приз «за лучший ансамбль», Фестиваль «Рождественский парад»

«Мастер»
- Приз жюри «За лучшую режиссуру», Фестиваль «Современный театр» 2000, Монастир[источник не указан 1741 день]

«Кыся»
- Приз жюри «За лучшую мужскую роль», Международный театральный фестиваль «Белая Вежа» 2006, Брест
- Гран-при фестиваля на Международном театральном фестивале «Интегра» 2007, Ганновер
- Гран-при Международного театрального фестиваля «Видлуння» 2007, Киев[8]
- Гран-при Международного театрального фестиваля «Отражение» 2007, Висагинас
- Приз союза актёров Варшавы на Международном театральном фестивале «Встреча театров одного актёра» 2008, Вроцлав[9]

## Пресса о спектаклях
- журнал «Страстной бульвар, 10» Москва 2009 № 1 — спектакль «Классика. РУ» Архивная копия от 4 марта 2016 на Wayback Machine
- «Культура» Москва 2009 — спектакль «Классика. РУ» (недоступная ссылка)
- на сайте администрации г. Вологды — спектакль «Там же тогда же» Архивная копия от 4 марта 2016 на Wayback Machine
- ivologda.ru — спектакль «Заповедник» (недоступная ссылка)